# Apocephalus comatus
Apocephalus comatus är en tvåvingeart som beskrevs av Borgmeier 1958. Apocephalus comatus ingår i släktet Apocephalus och familjen puckelflugor. Inga underarter finns listade i Catalogue of Life.